# Adrian Smith
Adrian Frederick Smith, född 27 februari 1957 i Hackney i London i England, är en brittisk musiker; gitarrist i Iron Maiden mellan åren 1980 och 1990 samt från 1999 till nutid.
Smith är känd för tvillingharmonier och snabba, giftiga, melodiska gitarrsolon.
Egen produktion omfattas av låtar som Paschendale, The Wicker Man (låt) och Face in the Sand. Smiths mest kända bidrag är Wasted Years och Stranger in a Strange Land. Smith sjunger på Reach Out från B-sidan till en av singlarna till albumet Somewhere in Time, senare också på albumet Best of the B-sides. Enligt både Smith själv och bandet är den bästa låt han skrivit Paschendale som kom med på Dance of Death, han skrev denna tillsammans med Steve Harris.
Smith har haft soloprojekt såsom Psycho Motel, ASAP och spelat i Urchin. Dessutom har han medverkat på två av Bruce Dickinsons soloskivor The Chemical Wedding samt Accident Of Birth, där han spelade gitarr och stod för en del av låtskrivandet. Han kallas i Iron Maiden för "H".

## Biografi
Adrian Smiths far var målare och han hade två äldre syskon. Han beskriver sin uppväxt som "en typiskt lycklig familj och ganska tråkig uppväxt". Han var som de flesta andra i Iron Maiden intresserad av fotboll som barn. När han väl började intressera sig för musik lade han av med fotbollen och spelade inte fotboll förrän i tjugoårsåldern igen. Han köpte sitt första album som femtonåring, Deep Purples Machine Head. Smith träffade den andra gitarristen i Iron Maiden, Dave Murray, när han kollade igenom rockavdelningen i den lokala skivaffären. De två var inne på exakt samma sorts musik och blev snart vänner. Idén med att spela gitarr fick han när Murray alltid tog med sin elgitarr till skolan och alltid fick tjejer runt sig. Han tog sin storebrors gamla spanska gitarr som fanns i hemmet och försökte spela, men det lät inget vidare och fick då låna Murrays extragitarr. De två spelade ofta tillsammans och bestämde sig för att hoppa av skolan och starta ett band. Vid ungefär 16 års ålder bildade de bandet Stone Free tillsammans med en annan skolkamrat. Tillsammans gjorde de bara en spelning. Efter detta spelade ofta Smith och Murray tillsammans i olika tillfälliga grupper. Samtidigt hade Smith olika jobb som möbelsnickare, svetsare och mjölkbud.
Ibland skrev de låtar tillsammans och pratade om de någonsin skulle lyckas. När Smith var arton år skrev han 22 Acacia Avenue som senare dök upp i en annorlunda form på albumet The Number of the Beast från 1982. Smith bildade senare ett eget band då Murray gick med i Iron Maiden. De kallade sig Urchin och spelade klatschiga rocklåtar. Efter att Murray tillfälligt fick sparken från Maiden efter en dispyt med sångaren Dennis Wilcock gick Murray med i Smiths band. Smith spelade gitarr och sjöng i bandet. Bandet spelade även in två singlar, Black Leather Fantasy och She's a Roller åt sitt skivbolag DJM 1978 respektive 1980. Båda singlarna sålde dåligt även om de fick bra recensioner i tidningar och spelades en hel del på Neal Kays hårdrockställe The Soundhouse.
Bandets tröga flyt fortsatte och Adrian blev uppringd en dag av Iron Maidens grundare Steve Harris. Han erbjöd en gitarrplats i bandet. Smith hade fortfarande sitt eget band som det gick helt okej för, och bestämde sig till slut att tacka nej till platsen. Han skulle få ångra detta, för följande år föll Urchin samman. Utan ett band satt Smith mest hemma och skrev låtar och gick på konserter och funderade på vad han kunde göra härnäst. Han försökte sig på ett samarbete med en professionell låtskrivare, men det gick inte alls.
När han hade det som svårast sprang han på Steve Harris och Dave Murray på gatan. De var åter i behov av en ny gitarrist i Iron Maiden eftersom den förre, Dennis Stratton, inte hade samma mål som resten av Iron Maiden. Smith tackade genast ja för att få provspela. Dock var både Iron Maidens manager Rod Smallwood och Harris mycket misstänksamma över vem de anställde efter att ha sparkat Dennis Stratton. Men efter en diskussion mellan bandet och managerna så fick Smith jobbet. 

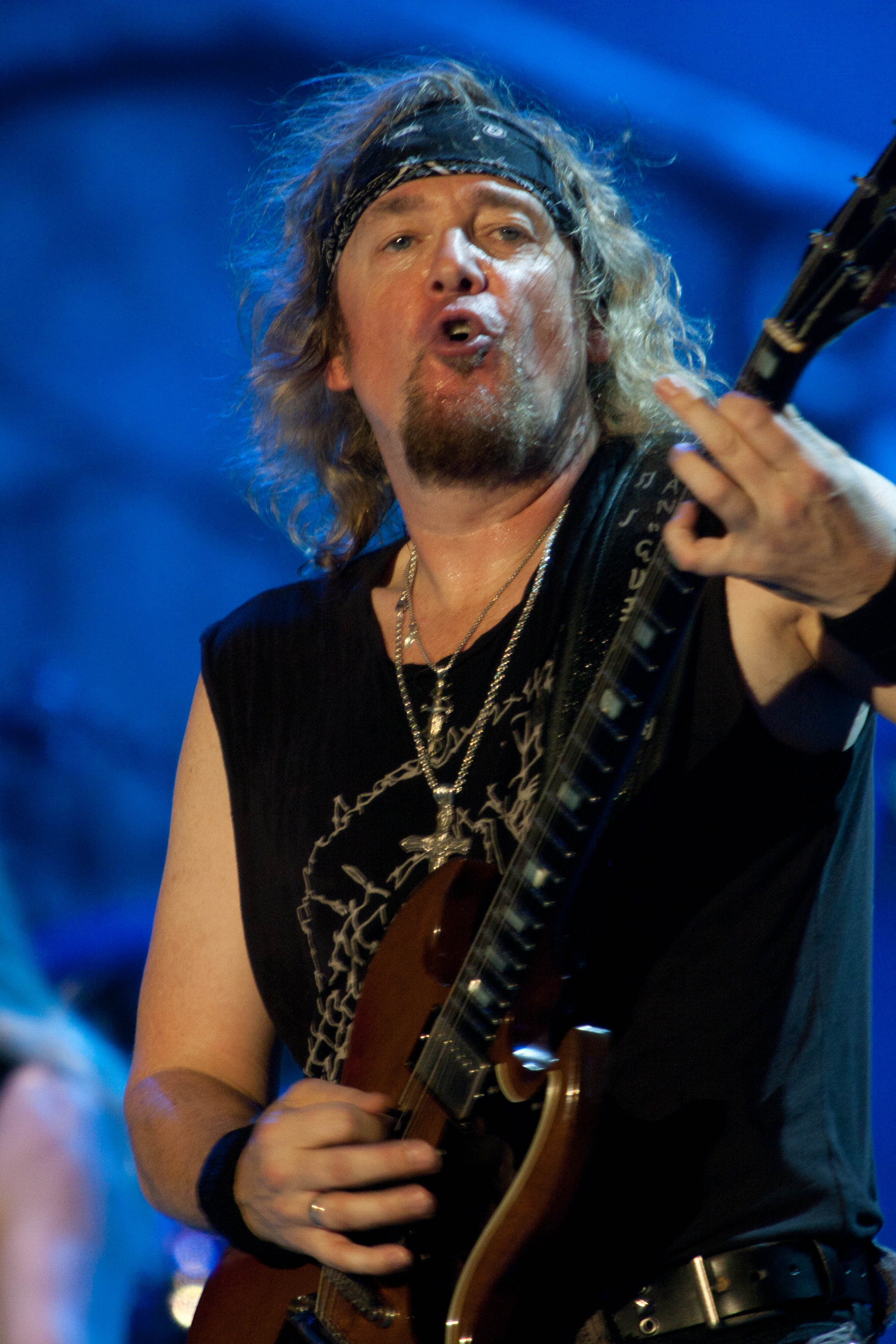
Adrian Smith uppträder med Iron Maiden vid Ottawa Bluesfest 2010

Han hoppade på direkt och fick lära sig Iron Maidens komplicerade låtar med mycket tempoväxlingar och arrangemang. Hans första jobb var en tysk tv-inspelning. Sedan gav sig bandet ut på en mindre turné i England. Första giget blev på Brunel University den 21 november 1980. Stället var fullt och Smith hade aldrig spelat inför så många som 2000 personer i publiken.
Smiths första skrivna låtar för Maiden blev till albumet The Number of the Beast från 1982 där han medverkade på låtarna The Prisoner, 22 Acacia Avenue och Gangland. Smiths och Murrays gitarrdueller med varandra blev ett kännemärke för Iron Maidens musik. Några av deras solon som de delar är i låtarna 2 Minutes to Midnight, Alexander the Great, och Rime of the Ancient Mariner. Solon han gör själv finns till exempel på låtarna Wasted Years, Stranger in a Strange Land och Caught Somewhere in Time.
Adrian Smiths solon är oftast komponerade istället för improviserade, med en klar struktur och riktning. När han spelar legato är det väldigt jämnt och snabbt, och även de snabbaste bitarna av en låt har relationer till en ackordstruktur.
Smith släppte en LP under sin solokarriär i sitt band ASAP (Adrian Smith Album Project), kallad Silver and Gold under 1989. Efter att det släpptes lämnade Smith Iron Maiden 1990 och ersattes med Janick Gers. Man tror att Adrian lämnade bandet eftersom han inte gillade det håll bandet var på väg emot. Efter att ha släppt de två album bandet experimenterat med sin musik på, Somewhere in Time och Seventh Son of a Seventh Son, bestämde sig Steve Harris för att ta bandet tillbaka till den traditionella hårdrocksgenre som man kan höra på albumet No Prayer for the Dying. En låt på den skivan skrev Smith tillsammans med Bruce Dickinson, Hooks in You.
Senare bildade Smith ett nytt progressivt rockband, Psycho Motel. Bandet släppte två album, State Of Mind (1996) och Welcome to the World (1997). Smith spelade även gitarr på Bruce Dickinsons soloalbum Accident of Birth och The Chemical Wedding.
Smith uppträdde med Iron Maiden den 22 augusti 1992 med låten Running Free, på Donington-festivalen. Det var första gången han såg Maiden live sedan han hoppade av.
År 1999 gick Smith åter med i Iron Maiden inför The EdHuntour. Sedan dess har Iron Maiden utgivit sex studioalbum: Brave New World, Dance of Death, A Matter of Life and Death, The Final Frontier The Book of Souls och Senjutsu.
Adrian Smith och hans hustru Natalie och tre barn.

## Utrustning

### Gitarrer
Smith föredrar sin signaturmodell från Jackson som gitarr, dock har han använt ett flertal olika modeller under sin karriär bland annat flera olika Dean-modeller, en specialbyggd Jackson, Ibanez Destroyer, Gibson Les Paul, Gibson Explorer och Gibson SG. På DVD:n som följde med A Matter of Life and Death så var den första gitarr han köpte en Gibson Les Paul Goldtop som han gav 235 pund för när han var sjutton år. Smith använder den fortfarande och anser "att det är fortfarande den bästa gitarren jag någonsin haft". Smith använder gauge 9 strängar på sin gitarr och de är högt stämda, något högre än den vanligaste stämningen. Under sin solotid tillsammans med Bruce Dickinson använde han (i varje fall live) en Jackson King V som var nerstämd till D, som gav ett mörkare och hårdare ljud. Han har även använt det här några gånger efter att han gick med Iron Maiden igen.
- )Adrian Smith tillämpar mestadels vanlig stämning dvs. A=440 Hz. Han använder ibland även sk. D-drop vilket innebär att man sänker endast den tjocka E-strängen ett helt tonsteg dvs. till D.

- )Information av Mark Gunnardo>)

## Citat
| ” | A band is sort of like a star. It reaches a peak and burns out. To have five guys working in perfect harmony longer than a couple years is difficult. | „ |

| ” | Dickinson really knows how to connect with an audience. You can have the best band musically in the world, but you need someone who also can breach the gap between the audience and the band. He does it very well. | „ |

| ” | I think they think we are a heavy metal band. But there's a lot more to the band, more progressive elements and subtle elements. | „ |

## Diskografi

### Studioalbum med Iron Maiden
- Killers (1981)
- The Number of the Beast (1982)
- Piece of Mind (1983)
- Powerslave (1984)
- Somewhere in Time (1986)
- Seventh Son of a Seventh Son (1988)
- Brave New World (2000)
- Dance of Death (2003)
- A Matter of Life and Death (2006)
- The Final Frontier (2010)
- The Book  of Souls (2015)
- Senjutsu (2021)

### ASAP
- Silver and Gold (1989)

### Psycho Motel
- State of Mind (1996)
- Welcome to the World (1997)

### Bruce Dickinson
- Accident of Birth (1997)
- The Chemical Wedding (1998)
- Scream for Me Brazil (1999)

### Gästframträdanden
- Earthshaker (1983) - Earthshaker - "Dark Angel"
- Hear 'n Aid (1985) – "Stars"
- Rock Aid Armenia – The Earthquake Album (1989) – "Smoke on the Water"
- Michael Kiske – Instant Clarity (1996) – "The Calling", "New Horizons"
- Humanary Stew: A Tribute to Alice Cooper (1998) – "Black Widow"
- "Various Artists" (2005)- "Welcome to Nightmare: An All-Star to Alice"